# Ana Ortiz
Ana Ortíz (født 25. januar 1971) er en amerikansk skuespiller og sanger. Hun er især kendt som Hilda Suarez i tv-serien Ugly Betty.

## Filmografi
| Film      | Film                                     | Film                   | Film                                                       |
| År        | Film                                     | Rolle                  | Bemærkninger                                               |
| --------- | ---------------------------------------- | ---------------------- | ---------------------------------------------------------- |
| 1995      | Condition Red                            | C Block Inmate         | Første spillefilm                                          |
| 2002      | Lehi's Wife                              | Kelly                  |                                                            |
| 2003      | Carolina                                 | Perfekt dato assistent |                                                            |
| 2007      | Tortilla Heaven                          | Chicana #1             |                                                            |
| 2008      | Meet the Browns                          |                        |                                                            |
| 2008      | The Winged Man                           | Wanda                  |                                                            |
| 2009      | Labor Pains                              | Donna                  |                                                            |
| 2009      | Noah's Ark: The New Beginning            | Tier                   | Kun stemme                                                 |
| 2011      | Big Mommas: Like Father, Like Son        | Gail                   |                                                            |
| TV        |                                          |                        |                                                            |
| År        | Titel                                    | Rolle                  | Bemærkninger                                               |
| 1999      | Dr. Quinn, Medicine Woman: The Movie     | Gravid kvinde          | TV-Film                                                    |
| 2000      | King of the Korner                       | Isabel                 |                                                            |
| 2001      | Kristin                                  | Santa Clemente         | Hovedrolle                                                 |
| 2001      | Everybody Loves Raymond                  | Natasha                | 1 episode: "Raybert" (6.10)                                |
| 2002      | Greetings from Tucson                    | Angela                 | 1 episode: "Eegee's vs. Hardee's" (1.22)                   |
| 2002      | NYPD Blue                                | Luisa Lopez            | 1 episode: "Dead Meat in New Deli" (9.21)                  |
| 2002      | Strong Medicine                          | Elena Delgado          | 1 episode: "Family History" (3.09)                         |
| 2002      | Do Over                                  | Mrs. Rice              | 1 episode: "Rock 'n' Roll Parking Lot" (1.06)              |
| 2002      | Mr. St. Nick                             | Lorena                 | TV film                                                    |
| 2002      | ER                                       | Laura                  | 1 episode: "Hindsight" (9.10)                              |
| 2003      | Life on Parole                           | Loretta                | TV Film                                                    |
| 2003      | A.U.S.A.                                 | Ana Riveria            | Hovedrolle                                                 |
| 2004      | Foster Hall                              |                        | TV film                                                    |
| 2004      | North Shore                              | Ana Green              | 1 episode: "Secret Service" (1.06)                         |
| 2005      | Blind Justice                            | Letitia Barreras       | 1 episode: "Past Imperfect" (1.08)                         |
| 2005      | Freddie                                  | Gina                   | 1 episode: "Rich Man, Poor Girl" (1.01)                    |
| 2005      | Over There                               | Anna                   | 7 episoder                                                 |
| 2006      | Commander in Chief                       | Isabelle Rios          | 1 episode: "Wind Beneath My Wings" (1.12)                  |
| 2006      | Boston Legal                             | A.D.A. Holly Raines    | 4 episoder                                                 |
| 2006      | The New Adventures of Old Christine      | Belinda                | 1 episode: "Some of My Best Friends Are Portuguese" (1.12) |
| 2006–2010 | Ugly Betty                               | Hilda Suarez           | Vigtig rolle                                               |
| 2008      | Little Girl Lost: The Delimar Vera Story | Valerie Valleja        | Tv Film                                                    |
| 2010      | True Blue                                | Maureen Minillo        | Vigtig rolle, TV pilot                                     |